# 전호로
전호로(Jeonho-ro)는 경기도 김포시 고촌읍 전호리에서 신곡리까지 이어주는 김포시도로, 총 연장은 0.821 km이다. 도로의 명칭이 유래된 것은 마을의 명칭을 인용하여 전호로로 명명했기 때문이다.

## 역사
- 2009년 12월 17일 : 도로명으로 전호로를 고시

## 지리

### 주요 경유지
- 김포시
  - 고촌읍 (전호리 - 신곡리)

### 접촉하는 도로
- 금포로 (기종점 모두 교차, 국가지원지방도 제78호선)

### 주요 건물 및 시설
- ALO로지스틱스 (전호로 8/전호리 40-20)
- 로드썬익스프레스 (전호로 36/전호리 12-13)
- 강원막국수 (전호로 68/전호리 3-12)